# Vysoká (usedlost v Jinonicích)
Vysoká je zaniklá usedlost v Praze 5-Jinonicích v ulici Na Vysoké I. Do poloviny 20. století patřila do katastru Radlice s č.p. 25.

## Historie
Nejstarší zmínka o Radlicích je z roku 1283, kdy byla vesnice darována králem Václavem II. jeho chůvě Alžbětě. Ta darovala ves klášteru sv. Anny. Klášter půdu pronajímal různým hospodářům a střídali se zde různí vlastníci, stejně jako v Jinonicích.

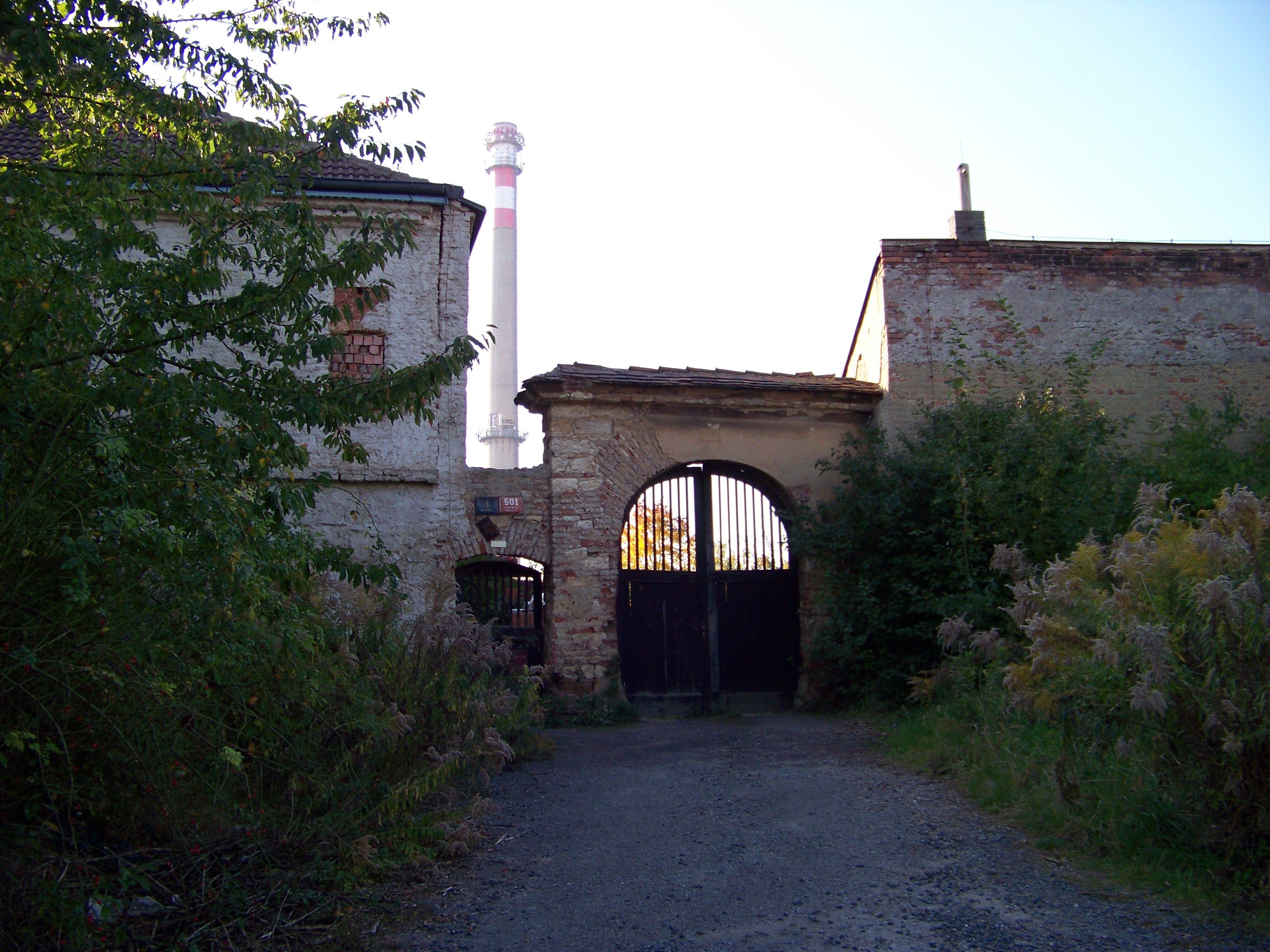
Usedlost Vysoká, vstupní brána (2011)

Zalesněné návrší, na kterém byla později postavena usedlost, se již v 15. století nazývalo Vysoká, Na Homoli nebo Na Homolce. Roku 1419 byly na Homolce zapsány dvě nově založené vinice a o sedm let později vysazena vinice o velikosti 20 strychů. Jedna z vinic, Santoška se nacházela v blízkosti usedlosti Vysoká, přibližně na svahu k Farkáni.

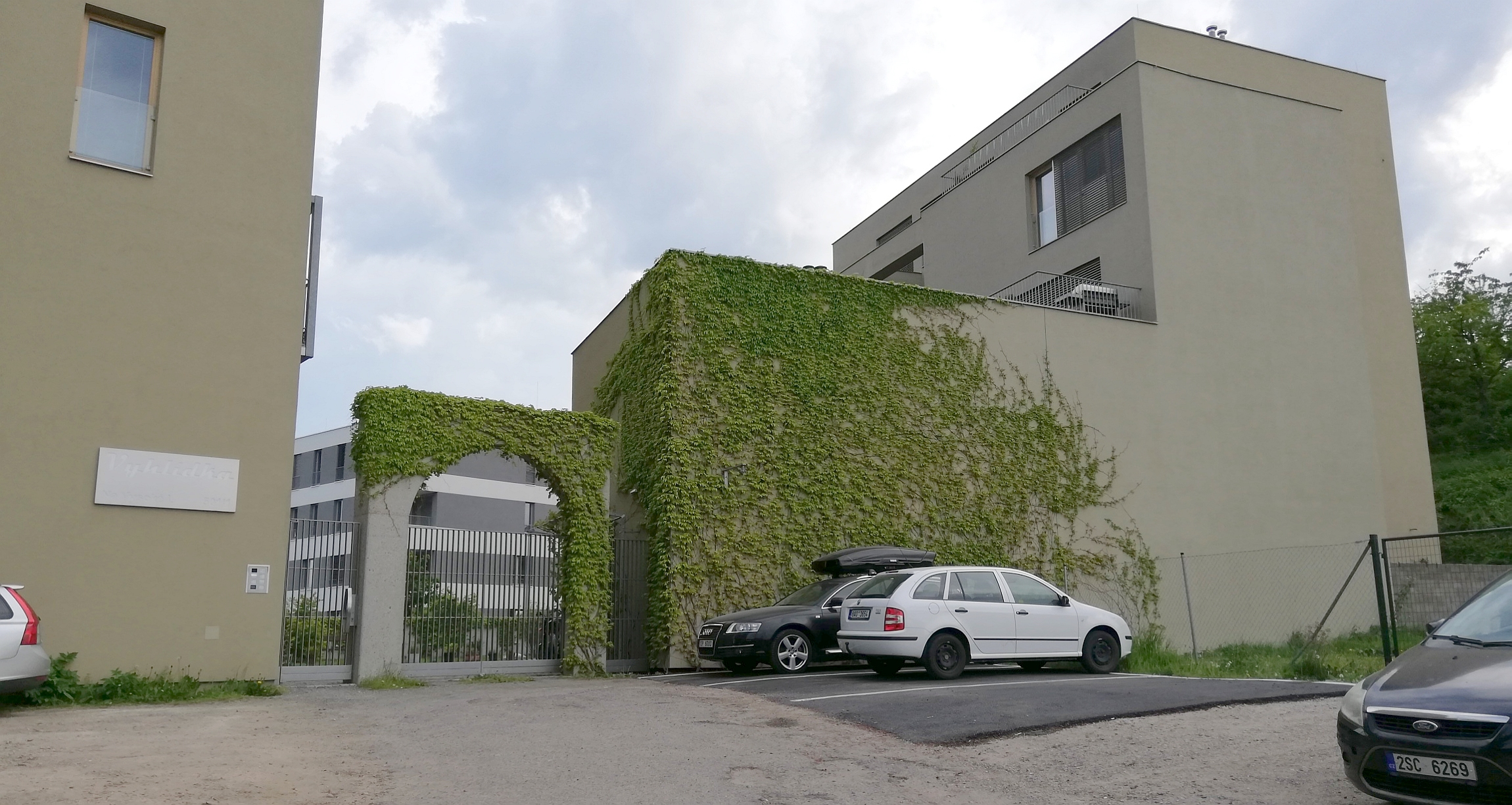
Zachovalá brána bývalé usedlosti Vysoká (2023)

Pozemky s vinicemi vlastnil klášter dominikánek u svaté Anny na Starém Městě. Usedlost zde byla postavena v 15. století. V majetku kláštera byly Radlice do roku 1523 a s přestávkou pak od 20. let 17. století do zrušení kláštera (1785). V období, kdy usedlost vlastnily dominikánky, zde měly být i jeptišky ubytovány. Roku 1781 koupil Radlice s Vysokou rod Schwarzenbergů. Rod vlastnil v Praze mimo Radlic i značnou část Butovic, Jinonic (od r. 1684) a Smíchova. Správním centrem panství se stal tehdy barokní zámeček v Jinonicích, nad jehož vchodem je dodnes umístěn kamenný alianční erb  Ferdinanda Viléma (1652–1703) a jeho manželky Anny Marie von Sulz (1653–1698). V jeho díle pokračoval syn Adam František (1680-1732).
Koncem 19. století sloužila usedlost jako koželužna. Později zde měl Antonín Kříšta továrnu Kříšta a spol. závod ERPA ( továrna kovového zboží a šamotování lázeňských kamen) a potom zde byla truhlárna jistého p. Kozlara. Na konci II. světové války tuto oblast bránili Vlasovci. Byli ubytováni i ve dvoře usedlosti, na vozech přikrytých plachtou. Po roce 1948 propadla nemovitost státu. Asi v 60. letech 20. století byl pozemek a i stavba přeneseny z katastru Radlic (čp. 25) do katastru Jinonice (čp. 501). Ulice Na Vysoké I tvoří hranici mezi oběma katastry. Objekt v tom období spravoval stát a byly zde byty OPBH. Postupně byly byty uvolňovány a lidem byly nabízeny náhradní byty na budovaných sídlištích Prahy 5. Až do 80. let byla Vysoká chráněnou památkou. Po uvolnění objektu odstěhovanými tu byl sklad OPBH až do roku 1988. V letech na přelomu 20. a 21. století se zde vystřídalo několik dalších společností a dům přitom značně zchátral. Roku 2015 byl areál zbořen a na jeho půdorysu byla postavena novostavba do podoby moderního bytového areálu Vyhlídka (čp. 501/1 a 501/1a). Z původní usedlosti byla zachována pouze vstupní brána. Brána s kulatým obloukem je malou připomínkou původní architektury.
V těsné blízkosti (severním směrem) v letech 2024-5 realizuje stavební a developerská společnost Sládek Group a.s. z Benešova bytový rezidenční projekt Radlická vyhlídka (na katastru Jinonic) podle návrhu pražského architekta Olega Hamana (CASUA, s.r.o.).